# Egin
Egin ("Fer" en èuscar) va ser un diari basc d'informació general alineada ideològicament amb l'esquerra abertzale, editat principalment en llengua castellana però amb parts en basc. L'editava Orain SA, i la seva seu es trobava a Hernani. Orain SA també era l'empresa propietària de l'emissora de ràdio Egin Irratia, vinculada al diari.
El 14 de juliol de 1998 el jutge Baltasar Garzón va ordenar el tancament preventiu dels dos mitjans de comunicació i la detenció de diversos responsables d'Orain SA, ser acusats d'integració en banda armada. En la seva instrucció, el jutge considerava que l'empresa pertanyia a l'entramat d'ETA. El tancament del diari va provocar una protesta popular molt important, especialment al País Basc, però també en altres parts de l'Estat espanyol com Catalunya. El cas va formar part de la instrucció 19/98, un macrosumari contra l'esquerra independentista basca. De les 52 persones jutjades, 47 van ser condemnades. Deu persones del diari van ser condemnats: El director, la subdirectora (Teresa Toda) i vuit consellers. El seu director, Jabier Salutregui, fou condemnat a dotze anys de presó arran que l'Audiència Nacional vinculés el diari amb ETA. Salutregui va sortir de presó finalment el 2015. Toda va ser sentenciada a sis anys de presó i no va sortir de la presó fins a novembre de 2013.
Finalment, el 26 de maig de 2009, el Tribunal Suprem d'Espanya va deixar sense efecte el pronunciamiento relativo a la declaración de ilicitud de sus actividades y disolución de las entidades Orain SA, Ardatza SA, Hernani Inprimategia, Publicidad Lema 2000, Erigane SL, MC Uralde SL, Untzorri Bidaiak Ganeko, Grupo Ugao SL (Cuba) y Gadusmar SL, así como el comiso y liquidación de su patrimonio. Tot i això, ni el diari ni l'emissora de ràdio han estat posades en funcionament un altre cop, ja que l'empresa no disposa del capital suficient per a fer-ho i, a més, l'espai que ocupaven dins del mercat de la premsa basca ha estat ocupat pel diari Gara, creat quatre mesos després del tancament d'Egin.
Després d'aquest episodi, altres diaris o mitjans de comunicació com Ardi Beltza, Kale Gorria o Egunkaria també van ser tancats.